# Mohamed Ouriaghli
Mohamed Ouriaghli (Hasselt, 21 november 1967) is een Belgisch politicus voor de PS.

## Levensloop
Ouriaghli is van Marokkaanse oorsprong. Hij werd geboren in Hasselt, maar verhuisde op zesjarige leeftijd met zijn familie naar Laken, waar hij nog steeds woont. Hij behaalde een graduaat in de informatietechnologie en ging nadien als bouwtechnicus aan de slag bij een groot Brussels bedrijf.
Hij werd tevens actief in het verenigingsleven en verzeilde op die manier in de politiek. Hij trad toe tot de PS en is voor deze partij sinds de verkiezingen van oktober 1994 gemeenteraadslid van Brussel. Van 2001 tot 2007 was hij er voorzitter van de sociale huisvestingsmaatschappij Brusselse Haard en van december 2006 tot juli 2019 was Ouriaghli schepen van de stad. Van 2006 tot 2012 was hij bevoegd voor Gemeentelijke Eigendommen en Autopark en van 2012 tot 2019 voor Huisvesting, Gelijke Kansen en Informatica. Daarnaast was hij van 2017 tot 2018 bevoegd voor Internationale Solidariteit en van 2018 tot 2019 voor Openbaar Patrimonium.
Sinds de Brusselse gewestverkiezingen van juni 2009 zetelt Ouriaghli eveneens in het Brussels Hoofdstedelijk Parlement, waar hij zich ging toeleggen op onderwerpen als huisvesting, stedelijke vernieuwing, gezondheid, infrastructuur, openbare werken, communicatie, alsook begroting, administratieve zaken en internationale betrekkingen. Hij nam zitting in de commissies Ruimtelijke Ordening, Stedenbouw en Grondbeleid (2009-2014), Huisvesting en Stadsvernieuwing (2013-2014), Huisvesting (2014-heden) en Financiën en Algemene Zaken (2014-2019). Van juni 2019 tot juni 2024 was hij tevens lid van het Parlement van de Franse Gemeenschap. Daar was hij lid van de commissie Algemene Zaken en Internationale Betrekkingen, die vanaf 2023 tevens bevoegd was voor Onderwijs voor Sociale Promotie en Sport. Sinds juni 2024 is Ouriaghli ondervoorzitter van het Brussels Parlement.
Als schepen van Brussel was Ouriaghli ook voorzitter van de vzw Gial, die de informatica van de stad Brussel beheert. In 2016 kwam de vzw na een vernietigende audit in opspraak. Zo kreeg een externe consultant erg hoge vergoedingen. Ook financierde telecombedrijf Proximus deels een reis van Ouriaghli naar de Verenigde Staten, terwijl Proximus op dat moment een contract wilde afsluiten met Gial. In verband met dit dossier werd Ouriaghli in juli 2019 door het Brusselse parket in verdenking gesteld voor passieve corruptie en inbreuken op de regels rond openbare aanbestedingen.